# Joachim von Brüsewitz

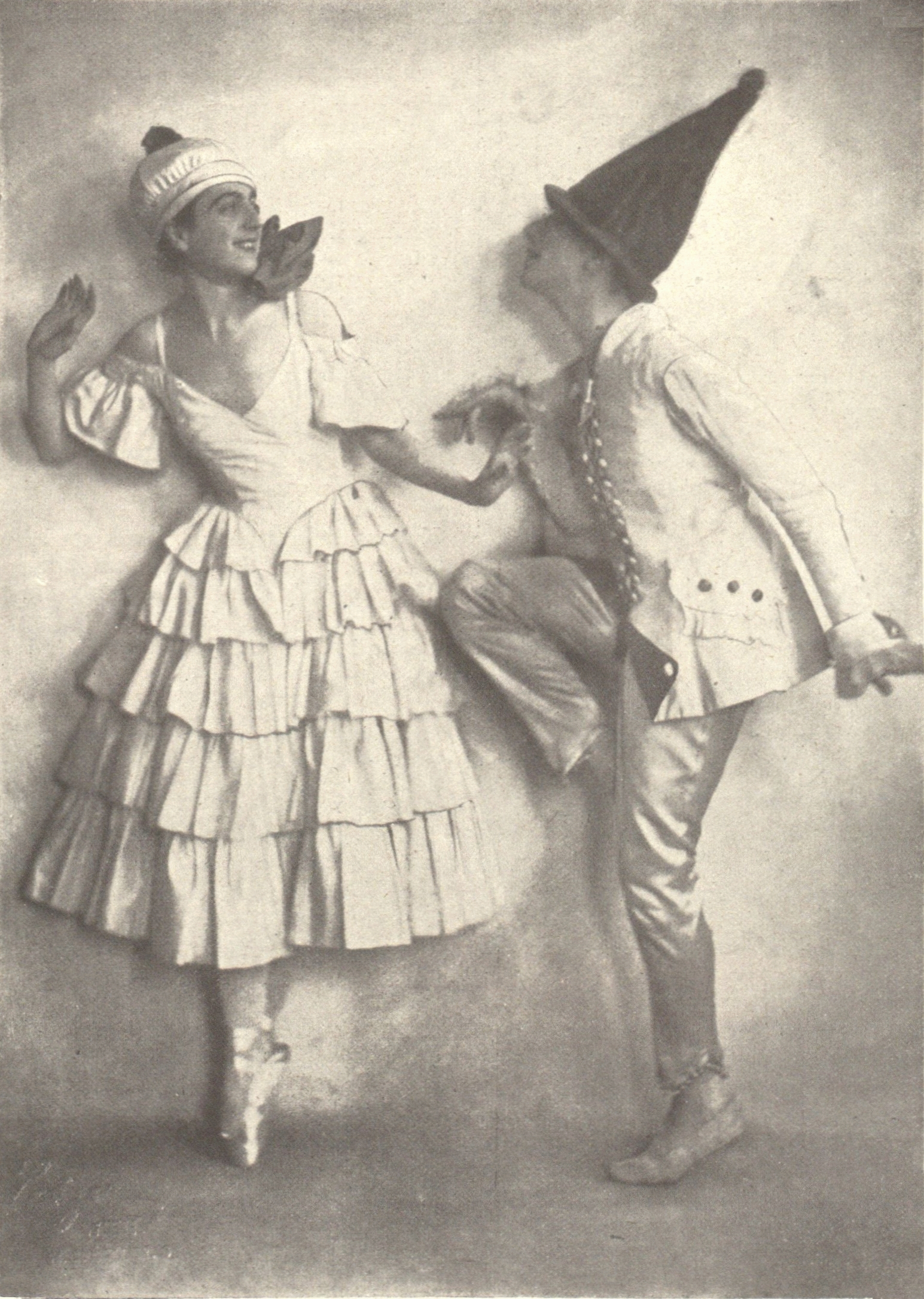
Lo Hesse und Joachim von Seewitz (von F. X. Setzer in Sport & Salon, 1918)

Joachim von Seewitz (eigtl. Joachim Wilhelm Friedrich Carl Oscar von Brüsewitz, * 15. August 1891 in Karlsruhe; † 23. Februar 1966 in Hückeswagen) war ein deutscher Podiumstänzer.

## Leben und Wirken
Seine Eltern waren der Hauptmann im 1. Badischen Leib-Grenadier-Regiment No 109 Hans von Brüsewitz (1853–1919), der es später bis zum Generalleutnant brachte, und dessen Frau Emmy geb. Luchtenberg (1864–1948), eine Enkelin des Hückeswagener Tuchfabrikanten Justus Friedrich Wilhelm Bockhacker (1797–1872).
Brüsewitz begann seine Tänzerlaufbahn 1913 in München und trat unter dem Namen Joachim von Seewitz auf. 1919 empfahl Richard Strauss ihn und seine Tanzpartnerin Lo Hesse an die Wiener Staatsoper. Beide entschieden sich aber für eine Tournee durch Südamerika. 1921 drehte der Tänzer mit F.W. Koebler, dem Direktor des Berliner Clarisse-Balletts, verschiedene Werbetrickfilme, die im Vorprogramm der großen Kinofilme liefen. 1934 war er erster Solotänzer in dem neu gegründeten Berliner Florence-Ballett. Als Tänzer ließ er sich in expressiver Art von der Berliner Fotografin Frieda Riess ablichten, wie auch von dem Wiener Fotografen Franz Xaver Setzer.
Nach Ende seiner Karriere als Tänzer kehrte er in sein Elternhaus Bachstr. 26 in Hückeswagen zurück und war als Leiter der dortigen Kulturgemeinde tätig. Er wurde im Familiengrab der Brüsewitz beigesetzt. Sein Hauptnachlass befindet sich im Deutschen Tanzarchiv Köln.

## Werke
- Der Traum des Toreros, Werbetrickfilm 1921